# Kinosternon chimalhuaca
La tartaruga del fango di Jalisco (Kinosternon chimalhuaca Berry, Seidel & Iverson, 1997) è una specie di tartaruga appartenente alla famiglia dei Kinosternidi, originaria dell'America centrale.

## Descrizione
Il carapace è abbastanza piatto e smarginato, con tre basse carenature e una colorazione bruno scuro. Il piastrone è giallo o brunastro, relativamente ristretto e dotato di due cerniere mobili, che tuttavia non permettono una protezione completa del corpo. I maschi raggiungono una lunghezza massima di 100 mm, mentre le femmine, leggermente più grandi, arrivano fino a 110 mm. L'alimentazione è opportunistica e comprende piccoli invertebrati, piccoli pesci, materiale vegetale e carcasse di piccoli animali. Le femmine depongono una o due covate all'anno, prevalentemente tra luglio e agosto. Ogni covata è composta da 2-5 uova. I neonati schiudono dopo almeno 120 giorni e misurano fino a 30 mm di lunghezza alla nascita.

## Distribuzione e habitat
La specie è endemica di una ristretta fascia costiera pianeggiante sul versante del Pacifico, negli stati di Jalisco e Colima, in Messico. È stata segnalata almeno nel bacino di quattro fiumi, dal Río Cihuatlán al Río San Nicolás. Vive in pantani, pozze e corsi d'acqua, preferendo habitat con substrato fangoso e ricca vegetazione, che utilizza sia per nascondersi sia per salire a riscaldarsi e cercare piccole prede.

## Conservazione
La costruzione di centrali idroelettriche nei fiumi in cui questa specie è presente potrebbe avere un impatto negativo sulle popolazioni locali.